# جیمز گریو (بازیکن فوتبال)
جیمز گریو (انگلیسی: James Grieve; ۱۴ فوریهٔ ۱۹۰۶ – 1946 ( ۴۰ سالگی)) بازیکن فوتبال اهل بریتانیا بود.
از باشگاه‌هایی که در آن بازی کرده‌است می‌توان به باشگاه فوتبال دارلینگتون اشاره کرد.